# Östersocknen
Östersocknen är kartnamnet på den största ön i kommundelen Östersocken i Föglö kommun på Åland. Sex byar ligger på ön: Brändö, Hastersboda, Horsholma, Sanda, Skogboda och Sommarö. 
Önamnets bestämda form Östersocknen används inte i dagligt tal, istället talas i folkmun om Östersocken.  Vad som då avses, ön eller kommundelen, är det nog få som tänker på eftersom de till väsentliga delar sammanfaller. Skillnaden är att kommundelen också innefattar de sex byarnas kringliggande vatten och en mängd mindre öar.
Namnet Östersocknen som beteckning på ön påträffas på kartor från 1970 och framåt. Dessförinnan saknar ön namn.

## Geografi
Ön Östersocken har bildats genom att ett antal öar genom landhöjningen har växt samman. Till de större hör Brändö och Horsholma i norr där byarna med samma namn ligger, Sommarö i väster med byarna Sommarö, Sanda och Skogboda och de öar där byn Hastersboda finns i dag. Av dem hette den längst i norr Norrö, de andras namn är inte kända.
En rad mindre holmar har också blivit delar av ön Östersocken. Det framgår av kartans höjdkurvor och ortnamnen. Dit hör exempelvis Moderholm, Ramsholm, Kalvskalla och Högholm längst i söder.
Öns sammanlagda areal är 23 kvadratkilometer med en största längd på 7,7 kilometer i sydväst-nordöstlig riktning. Den är påtagligt flack. Högsta punkten, Näsbergen vid Skogboda by, når knappt 30 meter över havet.